# Provelosaurus
 Provelosaurus  é um género  extinto de Pareiassauro do Permiano encontrado na rodovia entre Bagé e Aceguá, no Rio Grande do Sul, Brasil. Encontrado na Formação Rio do Rasto, com cerca de 250 a 260 milhões de anos. O exemplar encontrado possui 2,5 metros de comprimento.

## Classificação
Originalmente descrito como um representante sul-americano do gênero Pareiasaurus, ele foi designado a um novo gênero o Provelosaurus por Lee (1997), que observou haver mais afinidades com os pequenos e altamente derivados Pareiassauros anãos Sul-Africanos (chamadas de Pumiliopareiasauria por Jalil & Janvier 2005) do que com o típico Pareiasaurus. De acordo com Lee o Provelosaurus preenche a lacuna morfológica entre os Pareiassauros Sul-Africanos mais avançados e os Pareiassauros em geral. Mas em geral os africanos e brasileiros são muitos semelhantes.